# Parodon caliensis
Parodon caliensis és una espècie de peix d'aigua dolça i de clima tropical de la família dels parodòntids i de l'ordre dels caraciformes. Els adults poden assolir 13 cm de longitud total. Es troba a la conca del riu Cauca a Sud-amèrica.